# Primera División de Argentina 2013/2014
Primera División de Argentina 2013/2014 var den högsta divisionen i fotboll i Argentina för säsongen 2013/2014 och som bestod av två separata serier - Torneo Inicial och Torneo Final. Säsongen inleddes med Torneo Inicial och avslutades med Torneo Final och vardera serie bestod av tjugo lag som mötte alla andra lag en gång, antingen hemma eller borta, vilket gav totalt 19 matcher per mästerskap och 38 matcher över en hel säsong. Om Lag A mötte Lag B borta i Torneo Inicial, så mötte Lag A Lag B hemma i Torneo Final och vice versa - på detta sätt spelade alla lag mot varandra två gånger över säsongen, en gång hemma och en gång borta. Vinnarna av varje gick vidare till en final för att kora den argentinska mästaren. Nedflyttningen baserades på ett poängsnitt sett över de tre senaste säsongerna, där de tre sämsta lagen flyttas ner till den näst högsta divisionen.
River Plate blev argentinska mästare efter seger mot San Lorenzo med 1-0 i finalen.

## Turneringar

### Torneo Inicial
| Nr | Lag                 | S  | V | O | F  | GM | IM | MS  | P  |
| -- | ------------------- | -- | - | - | -- | -- | -- | --- | -- |
| 1  | San Lorenzo         | 19 | 9 | 6 | 4  | 29 | 17 | +12 | 33 |
| 2  | Lanús               | 19 | 8 | 7 | 4  | 32 | 18 | +14 | 31 |
| 3  | Vélez Sarsfield     | 19 | 8 | 7 | 4  | 24 | 16 | +8  | 31 |
| 4  | Newell's Old Boys   | 19 | 8 | 7 | 4  | 27 | 21 | +6  | 31 |
| 5  | Arsenal             | 19 | 7 | 9 | 3  | 22 | 19 | +3  | 30 |
| 6  | Belgrano            | 19 | 8 | 5 | 6  | 28 | 20 | +8  | 29 |
| 7  | Boca Juniors        | 19 | 8 | 5 | 6  | 25 | 24 | +1  | 29 |
| 8  | Atlético de Rafaela | 19 | 8 | 5 | 6  | 25 | 25 | 0   | 29 |
| 9  | Estudiantes         | 19 | 6 | 9 | 4  | 16 | 14 | +2  | 27 |
| 10 | Rosario Central     | 19 | 7 | 5 | 7  | 22 | 24 | −2  | 26 |
| 11 | Gimnasia y Esgrima  | 19 | 6 | 8 | 5  | 21 | 24 | −3  | 26 |
| 12 | Tigre               | 19 | 7 | 4 | 8  | 20 | 21 | −1  | 25 |
| 13 | Argentinos Juniors  | 19 | 7 | 4 | 8  | 17 | 19 | −2  | 25 |
| 14 | Godoy Cruz          | 19 | 6 | 6 | 7  | 17 | 17 | 0   | 24 |
| 15 | Olimpo              | 19 | 6 | 5 | 8  | 19 | 25 | −6  | 23 |
| 16 | All Boys            | 19 | 5 | 7 | 7  | 19 | 19 | 0   | 22 |
| 17 | River Plate         | 19 | 5 | 6 | 8  | 12 | 14 | −2  | 21 |
| 18 | Quilmes             | 19 | 5 | 6 | 8  | 14 | 23 | −9  | 21 |
| 19 | Racing              | 19 | 4 | 4 | 11 | 12 | 24 | −12 | 16 |
| 20 | Colón               | 19 | 3 | 3 | 13 | 8  | 25 | −17 | 6  |

### Torneo Final
| Nr | Lag                 | S  | V  | O  | F  | GM | IM | MS  | P  |
| -- | ------------------- | -- | -- | -- | -- | -- | -- | --- | -- |
| 1  | River Plate         | 19 | 11 | 4  | 4  | 28 | 15 | +13 | 37 |
| 2  | Boca Juniors        | 19 | 9  | 5  | 5  | 25 | 15 | +10 | 32 |
| 3  | Estudiantes         | 19 | 8  | 8  | 3  | 20 | 11 | +9  | 32 |
| 4  | Godoy Cruz          | 19 | 9  | 5  | 5  | 23 | 18 | +5  | 32 |
| 5  | Gimnasia y Esgrima  | 19 | 9  | 4  | 6  | 24 | 19 | +5  | 31 |
| 6  | Vélez Sarsfield     | 19 | 9  | 3  | 7  | 34 | 26 | +8  | 30 |
| 7  | Colón               | 19 | 8  | 6  | 5  | 14 | 13 | +1  | 30 |
| 8  | Rosario Central     | 19 | 7  | 7  | 5  | 21 | 21 | 0   | 28 |
| 9  | Lanús               | 19 | 8  | 4  | 7  | 21 | 23 | −2  | 28 |
| 10 | Olimpo              | 19 | 7  | 6  | 6  | 19 | 16 | +3  | 27 |
| 11 | San Lorenzo         | 19 | 7  | 6  | 6  | 19 | 20 | −1  | 27 |
| 12 | Newell's Old Boys   | 19 | 6  | 7  | 6  | 22 | 18 | +4  | 25 |
| 13 | Tigre               | 19 | 5  | 9  | 5  | 14 | 14 | 0   | 24 |
| 14 | Quilmes             | 19 | 7  | 3  | 9  | 16 | 22 | −6  | 24 |
| 15 | Belgrano            | 19 | 3  | 11 | 5  | 17 | 21 | −4  | 20 |
| 16 | Atlético de Rafaela | 19 | 4  | 8  | 7  | 22 | 28 | −6  | 20 |
| 17 | Arsenal             | 19 | 5  | 3  | 11 | 19 | 28 | −9  | 18 |
| 18 | Racing              | 19 | 4  | 5  | 10 | 19 | 24 | −5  | 17 |
| 19 | Argentinos Juniors  | 19 | 3  | 6  | 10 | 9  | 21 | −12 | 15 |
| 20 | All Boys            | 19 | 3  | 6  | 10 | 14 | 27 | −13 | 15 |

## Säsongsfinal
En säsongsfinal spelades för att kora de argentinska mästarna för säsongen 2013/2014. Säsongsfinalen bestod av vinnaren av Torneo Inicial (San Lorenzo) och Torneo Final (River Plate) och spelades i bäst av en match på neutral plan. Säsongsmästaren kvalificerade sig till Copa Sudamericana 2014 samt Supercopa de Argentina 2014. River Plate vann matchen med 1-0 efter ett mål av Germán Pezzella i den 73:e matchminuten. Finalen spelades på La Punta i San Luis.
|                 | 24 maj 2014     | San Lorenzo | 0 – 1   | River Plate  | Estadio Juan Gilberto Funes |                    |
| 14:00 UTC–03:00 | 14:00 UTC–03:00 |             | (0 – 0) | Pezzella 73′ | La Punta, San Luis          | La Punta, San Luis |
| 14:00 UTC–03:00 | 14:00 UTC–03:00 |             |         |              | La Punta, San Luis          | La Punta, San Luis |
| 14:00 UTC–03:00 | 14:00 UTC–03:00 |             |         |              | La Punta, San Luis          | La Punta, San Luis |

## Nedflyttningstabell
För nedflyttning till den näst högsta divisionen sammanställdes en speciell nedflyttningstabell. Den sammanlagda poängen från de tre senaste säsongerna slogs ihop och dividerades med antal spelade matcher, varvid ett poängsnitt räknades ut. De tre lag med sämst poängsnitt flyttades ner till Primera B Nacional. Eftersom Atlético de Rafaela och Colón hamnade på samma poängsnitt spelades en playoffmatch mellan lagen för att avgöra vilket av lagen som åkte ur.
| Nr | Lag                 | 2011/2012 | 2011/2012 | 2013/2014 | Poäng | Matcher | Poängsnitt |
| -- | ------------------- | --------- | --------- | --------- | ----- | ------- | ---------- |
| 1  | Boca Juniors        | 76        | 51        | 61        | 188   | 114     | 1.649      |
| 2  | Vélez Sarsfield     | 64        | 61        | 61        | 186   | 114     | 1.632      |
| 3  | River Plate         | —         | 64        | 58        | 122   | 76      | 1.605      |
| 4  | Lanús               | 55        | 67        | 59        | 181   | 114     | 1.588      |
| 5  | Newell's Old Boys   | 48        | 74        | 56        | 178   | 114     | 1.561      |
| 6  | Gimnasia y Esgrima  | —         | —         | 57        | 57    | 38      | 1.5        |
| 7  | Arsenal             | 62        | 60        | 48        | 170   | 114     | 1.491      |
| 8  | Belgrano            | 55        | 59        | 49        | 163   | 114     | 1.43       |
| 9  | Rosario Central     | —         | —         | 54        | 54    | 38      | 1.421      |
| 10 | San Lorenzo         | 44        | 58        | 60        | 162   | 114     | 1.421      |
| 11 | Estudiantes (LP)    | 50        | 48        | 59        | 157   | 114     | 1.377      |
| 12 | Olimpo              | —         | —         | 50        | 50    | 38      | 1.316      |
| 13 | Tigre               | 63        | 34        | 49        | 146   | 114     | 1.281      |
| 14 | Racing              | 50        | 62        | 33        | 145   | 114     | 1.272      |
| 15 | Godoy Cruz          | 38        | 49        | 56        | 143   | 114     | 1.254      |
| 16 | Quilmes             | —         | 50        | 45        | 95    | 76      | 1.25       |
| 17 | Atlético de Rafaela | 50        | 43        | 49        | 142   | 114     | 1.246      |
| 18 | Colón               | 60        | 46        | 36        | 142   | 114     | 1.246      |
| 19 | All Boys            | 54        | 41        | 37        | 132   | 114     | 1.158      |
| 20 | Argentinos Juniors  | 49        | 37        | 40        | 126   | 114     | 1.105      |

### Playoff
|             | 24 maj 2014 | Colón | 0 – 1   | Atlético de Rafaela | Estadio Gigante de Arroyito |         |
| 14:00 UTC–3 | 14:00 UTC–3 |       | (0 – 0) | Depetris 56′        | Rosario                     | Rosario |
| 14:00 UTC–3 | 14:00 UTC–3 |       |         |                     | Rosario                     | Rosario |
| 14:00 UTC–3 | 14:00 UTC–3 |       |         |                     | Rosario                     | Rosario |

## Kvalificering för internationella turneringar
Säsongen 2013/2014 kvalificerar lag till Copa Libertadores 2014, Copa Libertadores 2015 och till Copa Sudamericana 2014. Till Copa Libertadores 2014 kvalificerar säsongen enbart ett lag, nämligen vinnaren av Torneo Inicial. Till Copa Sudamericana 2014 kvalificerar denna säsong alla sex lag, nämligen det lag som blir säsongsmästare samt ytterligare fem lag från den sammanlagda tabellen. Vinnaren av Torneo Final 2014 kvalificerar sig till Copa Libertadores 2015 tillsammans med ett lag från den sammanlagda tabellen.
- Copa Libertadores 2014
  - Supermästare 2012/2013: Vélez Sarsfield
  - Vinnare av Torneo Final 2013: Newell's Old Boys
  - Vinnare av Torneo Inicial: San Lorenzo
  - Vinnare av Copa Argentina 2012/2013: Arsenal
  - Vinnare av Copa Sudamericana 2013: Lanús
- Copa Sudamericana 2014
  - Vinnare av Copa Sudamericana 2013: Lanús
  - Säsongsmästare 2013/2014: River Plate
  - Bästa placerade valbara lag i den sammanlagda tabellen: Boca Juniors
  - Näst bästa placerade valbara lag i den sammanlagda tabellen: Estudiantes
  - Tredje bästa placerade valbara lag i den sammanlagda tabellen: Gimnasia y Esgrima
  - Fjärde bästa placerade valbara lag i den sammanlagda tabellen: Godoy Gruz
  - Femte bästa placerade valbara lag i den sammanlagda tabellen: Rosario Central
- Copa Libertadores 2015
  - Vinnare av Torneo Final 2014: River Plate
  - Vinnare av Torneo Inicial 2014:
  - Bäst placerade lag i den sammanlagda tabellen: Vélez Sarsfield
  - Vinnare av Copa Argentina 2013/2014:
  - Bäst presterande argentinska lag i Copa Sudamericana 2014:

### Sammanlagd tabell
Följande tabell visar kvalificeringar till Copa Sudamericana 2014 och Copa Libertadores 2015 baserat på säsongen 2013/2014. Denna säsong kvalificerade sex lag till Copa Sudamericana samt två lag till Copa Libertadores. Vinnaren av den sammanlagda tabellen tillsammans med vinnaren av Torneo Final kvalificerade sig till Copa Libertadores 2015 (vinnaren av Torneo Inicial kvalificerade sig till Copa Libertadores 2014), medan de i övrigt sex bästa lagen som inte deltog i Copa Libertadores 2014 kvalificerade sig till Copa Sudamericana. 
| Nr | Lag                 | S  | V  | O  | F  | GM | IM | MS  | P  |
| -- | ------------------- | -- | -- | -- | -- | -- | -- | --- | -- |
| 1  | Vélez Sarsfield     | 38 | 17 | 10 | 11 | 58 | 42 | +16 | 61 |
| 2  | Boca Juniors        | 38 | 17 | 10 | 11 | 50 | 39 | +11 | 61 |
| 3  | San Lorenzo         | 38 | 16 | 12 | 10 | 48 | 37 | +11 | 60 |
| 4  | Lanús               | 38 | 16 | 11 | 11 | 53 | 41 | +12 | 59 |
| 5  | Estudiantes         | 38 | 14 | 17 | 7  | 36 | 25 | +11 | 59 |
| 6  | River Plate         | 38 | 16 | 10 | 12 | 40 | 29 | +11 | 58 |
| 7  | Gimnasia y Esgrima  | 38 | 15 | 12 | 11 | 45 | 43 | +2  | 57 |
| 8  | Newell's Old Boys   | 38 | 14 | 14 | 10 | 49 | 39 | +10 | 56 |
| 9  | Godoy Cruz          | 38 | 15 | 11 | 12 | 40 | 35 | +5  | 56 |
| 10 | Rosario Central     | 38 | 14 | 12 | 12 | 43 | 45 | −2  | 54 |
| 11 | Olimpo              | 38 | 13 | 11 | 14 | 38 | 41 | −3  | 50 |
| 12 | Belgrano            | 38 | 11 | 16 | 11 | 45 | 41 | +4  | 49 |
| 13 | Tigre               | 38 | 12 | 13 | 13 | 34 | 35 | −1  | 49 |
| 14 | Atlético de Rafaela | 38 | 12 | 13 | 13 | 47 | 53 | −6  | 49 |
| 15 | Arsenal             | 38 | 12 | 12 | 14 | 41 | 47 | −6  | 48 |
| 16 | Quilmes             | 38 | 12 | 9  | 17 | 30 | 45 | −15 | 45 |
| 17 | Argentinos Juniors  | 38 | 10 | 10 | 18 | 26 | 40 | −14 | 40 |
| 18 | All Boys            | 38 | 8  | 13 | 17 | 33 | 46 | −13 | 37 |
| 19 | Colón               | 38 | 11 | 9  | 18 | 22 | 38 | −16 | 36 |
| 20 | Racing              | 38 | 8  | 9  | 21 | 31 | 48 | −17 | 33 |

Färgkoder:
     – Kvalificerade för både Copa Libertadores 2015 och för Copa Sudamericana 2015.

     – Kvalificerade för Copa Libertadores 2015.

     – Kvalificerade för Copa Sudamericana 2015.

## Anmärkningslista
1. 1 2 3 4  Deltog i Copa Libertadores 2014 och kunde således inte kvalificera sig till Copa Sudamericana 2014 genom den sammanlagda tabellen.
2. ↑  Kvalificerade sig till Copa Sudamericana 2014 som regerande mästare av turneringen.
3. ↑  River Plate blev säsongsmästare 2013/2014 och kvalificerade sig därmed till både Copa Libertadores 2015 (som vinnare av Torneo Final) och till Copa Sudamericana 2014.
4. ↑  Colón fick sex poängs avdrag.